# Where Have You Been
«Where Have You Been» (укр. Де ти був) — пісня барбадоської співачки Ріанни з її шостого студійного альбому Talk That Talk. Авторами пісні є Естер Дін, Лукаш Готвальд, Генрі Волтер, Джефф Мак і Кельвін Гарріс, який також є продюсером треку спільно з Dr. Luke і Cirkut. Композиція «Where Have You Been» була випущена 8 травня 2012 року як третій міжнародний сингл з альбому. Пісня відноситься до жанрів денс-поп, техно і хаус, з включенням трансу, R&B і хіп-хопа. Мелодія заснована на «жорстких синтезованих звуках, які кидають в тремтіння». Ліричне оповідання походить від жінки, яка знаходиться в пошуках партнера, який буде її радувати.

## Трек-лист
- Цифровий контент (Digital download)

1. «Where Have You Been» — 4:03

- CD-сингл, випущений в Німеччині, Австрії і Швейцарії[1][2]

1. «Where Have You Been» (Album Version) — 4:02
2. «Where Have You Been» (Hector Fonseca Radio Edit) — 3:57

- Міжнародний міні-альбом Remixes EP

1. «Where Have You Been» (Hardwell Club Mix) — 6:34
2. «Where Have You Been» (Papercha$er Remix) — 6:35
3. «Where Have You Been» (Hector Fonseca Radio Edit) — 3:57
4. «Where Have You Been» (Vice Edit) — 3:39

- Міні-альбом Remixes EP, випущений в США

1. «Where Have You Been» (Hardwell Club Mix) — 6:34
2. «Where Have You Been» (Hardwell Instrumental) — 6:34
3. «Where Have You Been» (Papercha$er Remix) — 6:35
4. «Where Have You Been» (Papercha$er Instrumental) — 6:34
5. «Where Have You Been» (Hector Fonseca Radio Edit) — 3:56
6. «Where Have You Been» (Hector Fonseca Remix) — 8:00
7. «Where Have You Been» (Hector Fonseca Dub) — 6:38
8. «Where Have You Been» (Vice Club Mix) — 5:35
9. «Where Have You Been» (Vice Instrumental) — 5:36

## Хронологія релізу
| Країна                  | Дата           | Формат                        |
| ----------------------- | -------------- | ----------------------------- |
| Сполучені Штати Америки | 8 травня 2012  | Contemporary hit radio        |
| Сполучені Штати Америки | 22 травня 2012 | Digital download — Remixes    |
| Німеччина               | 25 травня 2012 | CD-сингл і Digital Remixes EP |
| Велика Британія         | 27 травня 2012 | Digital Download — Remixes    |
| Сполучені Штати Америки | 28 травня 2012 | Adult contemporary radio      |